# Carlos Francisco Monge
Carlos Francisco Monge (San José, 1951) es un poeta y ensayista costarricense. Además de su actividad literaria, es filólogo y crítico literario, y ejerce la docencia en letras hispánicas en importantes centros universitarios de su país, en particular en la Universidad Nacional (UNA, Costa Rica). Por su obra poética ha recibido reconocimientos en su país. Internacionalamente también son conocidos varios de sus estudios literarios sobre temas de la literatura costarricense e hispanoamericana. Es integrante de la Academia Costarricense de la Lengua y correspondiente de la Real Academia Española, por Costa Rica. El Estado costarricense le ha otorgado el Premio Nacional de Poesía. Durante su juventud formó parte de un interesante grupo literario costarricense que durante la década de 1970 tuvo una intensa actividad, que culminó con la redacción, junto con Laureano Albán, Julieta Dobles Yzaguirre y Ronald Bonilla, de un Manifiesto trascendentalista (1977). Su labor como difusor de las letras de su país también se destaca; tiene a su haber cinco importantes recopilaciones de la poesía costarricense: Antología crítica de la poesía de Costa Rica (1993), Costa Rica: poesía escogida (1998), Contemporary Costa Rican Poetry (2012), El poema en prosa en Costa Rica (2014) y Poesía de Costa Rica (2019), edición bilingüe español/japonés. Acaba de aparecer, en setiembre de 2021 un nuevo estudio de historiografía literaria: Aproximaciones a las letras de Costa Rica, con ocasión del Bicentenario de la Independencia de esa república centroamericana. 
En la Universidad Complutense de Madrid presentó su investigación doctoral Códigos estéticos de la poesía en la poesía de Costa Rica (1991).

## Su obra literaria
Entre la poesía y el ensayo se ha desarrollado la actividad literaria de Monge. Como poeta, es autor de una docena de títulos; entre ellos: Reino del latido (1978), poemas erótico amorosos; Los fértiles horarios (1983), marcado por la ética y la política, desde la estética, La tinta extinta (1990), reflexión desde la poética sobre el lenguaje y los signos contemporáneos (ya traducido al inglés, con el título Invisible Ink, 2007), Enigmas de la imperfección (2002), Fábula umbría (2009), Poemas para una ciudad inerme (2009), Nada de todo aquello (2017), El amanuense del barrio (2017),Cuadernos a la intemperie (2018), Estación fugaz (2025) y las antologías Recomposiciones (2021), Sin ninguna explicación (2021) y Espejo de aumento (2024).
Su obra ensayística también se ha orientado por los caminos de la reflexión sobre el discurso poético, las direcciones contemporáneas de las letras hispanoamericanas y las relaciones siempre críticas y dinámicas entre la cultura, el discurso y la historia. Títulos significativos son La imagen separada (1984), sobre la lírica costarricense y La rama de fresno (1999), sobre temas y problemas contemporáneos de la cultura y la literatura. En El vanguardismo literario en Costa Rica (2005) señala las relaciones de las letras de su país con los movimientos históricos de vanguardia, europeos e hispanoamericanos y con Territorios y figuraciones (2009) continúa y desarrolla sus reflexiones sobre la literatura, los hechos culturales y otros ámbitos de la creación.
Su poema Oración verde, escrito con ocasión del Día Internacional de la Tierra, ha sido traducido recientemente a varios idiomas, entre ellos: al alemán, al inglés, al francés, al italiano, al noruego, al colmarien (alsaciano), al japonés, al holandés, al griego, al portugués, al rumano y al latín clásico. En el verano de 2021 aparecieron dos selecciones retrospectivas de sus poemas publicados hasta 2020: Recomposiciones y Sin ninguna explicación; además, un conjunto de estudios literarios: Aproximaciones a las letras de Costa Rica. Acaba de aparecer en Rimini (Italia), bajo el sello editorial Rafaelli Editore, Paesaggi e labirinti (2023), una antología de su poesía más reciente, traducida por Emilio Coco. En el segundo semestre de 2024 apareció una selección temática de sus poemas: Espejo de aumento.

## Sus libros
- Astro y labio (1972), poesía
- A los pies de la tiniebla (1972), poesía
- Población del asombro (1975), poesía
- Manifiesto trascendentalista (1977), ensayo (coautor)
- Reino del latido (1978), poesía
- Los fértiles horarios (1983), poesía
- La imagen separada (1984), ensayo
- La tinta extinta (1990), poesía
- Antología crítica de la poesía de Costa Rica (1993), compilación
- Costa Rica: poesía escogida (1998), compilación
- La rama de fresno (1999), ensayo
- Enigmas de la imperfección (2002), poesía
- El vanguardismo literario en Costa Rica (2005), ensayo
- Fábula umbría (2009), poesía.
- Poemas para una ciudad inerme (2009), poesía.
- Territorios y figuraciones (2009), ensayo
- Contemporary Costa Rican Poetry (2012), compilación, con traducción al inglés de Victor S. Drescher
- Oración verde (2013), poesía.
- El poema en prosa en Costa Rica (2014), compilación, prólogo y notas.ISBN: 978-9968-684-67-5
- Nada de todo aquello (2017), poesía. ISBN: 978-9968-48-351-3
- El amanuense del barrio (2017), poesía. ISBN: 978-84-9160-802-8
- Cuadernos a la intemperie (2018), poesía. ISBN: 978-9977-65-479-9
- Poesía de Costa Rica (2019), compilación (edición bilingüe, español/japonés), Universidad de Kansai (Osaka); trad. Shu Tsuzumi. ISBN: 978-4-87354-698-8
- Recomposiciones: poesía 1990-2020 (2021), poesía.ISBN: 978-9930-596-07-4
- Sin ninguna explicación: selección poética (2021), poesía.ISBN: 978-9977-65-555-0
- Aproximaciones a las letras de Costa Rica (2021), ensayo.ISBN: 978-9977-65-552-9
- Paesaggi e labirinti (Paisajes y laberintos), edición bilingüe (2023), poesía.ISBN: 978-88-6792-344-1
- Espejo de aumento: poemas metaliterarios (2024), poesía.ISBN: 978-9930-581-77-3
- Estación fugaz (2025), poesía. ISBN: 979-1387-826-024. ISBN eBook: 979-1387-826-51-2

1. ↑  Mora Rodríguez, Arnoldo (2013). «Carlos Francisco Monge, poeta y ensayista». Revista Comunicación 16 (1): 57-63. doi:10.18845/rc.v16i1.933.
2. 1 2  «Carlos Francisco Monge».